# Gergényi Bence
Gergényi Bence (Budapest, 1998. március 16.–) magyar utánpótlás-válogatott labdarúgó, az Újpest játékosa.

## Pályafutása

### Klubcsapatokban
2007-ben került a Budapest Honvéd akadémiájára. 2016. március 27-én debütált a klub második csapatában a Hódmezővásárhely ellen 3–2-re elvesztett harmadosztályú bajnoki találkozón. 2018-ban fél évet kölcsönben a Szegeden töltött, ahol a Vác ellen debütált a másodosztályban. Ezt követően a Zalaegerszeg vette kölcsönbe. A szezon befejeztével végleg szerződtették. 2020-ban rövid ideig a szlovén Nafta csapatánál is megfordult kölcsönben, itt szlovén kupa-döntőt is játszott, de elvesztették az NŠ Mura ellen.

### A válogatottban
Többszörös magyar korosztályos válogatott játékos.

## Statisztika

### Klubcsapatokban
2025. augusztus 3-i állapotnak megfelelően.
| Klub                    | Szezon           | Bajnokság        | Bajnokság | Bajnokság | Kupa  | Kupa  | Nemzetközi | Nemzetközi | Összesen | Összesen |
| Klub                    | Szezon           | Bajnokság        | Mérk.     | Gólok     | Mérk. | Gólok | Mérk.      | Gólok      | Mérk.    | Gólok    |
| ----------------------- | ---------------- | ---------------- | --------- | --------- | ----- | ----- | ---------- | ---------- | -------- | -------- |
| Budapest Honvéd II      | 2015–16          | NB III           | 3         | 0         | —     | —     | —          | —          | 3        | 0        |
| Budapest Honvéd II      | 2016–17          | NB III           | 16        | 1         | —     | —     | —          | —          | 16       | 1        |
| Budapest Honvéd II      | 2017–18          | NB III           | 12        | 0         | —     | —     | —          | —          | 12       | 0        |
| Budapest Honvéd II      | Összesen         | Összesen         | 31        | 1         | —     | —     | —          | —          | 31       | 1        |
| Szeged-Csanád GA        | 2017–18          | NB II            | 17        | 0         | —     | —     | —          | —          | 17       | 0        |
| Szeged-Csanád GA        | Összesen         | Összesen         | 17        | 0         | —     | —     | —          | —          | 17       | 0        |
| Zalaegerszegi TE        | 2018–19          | NB II            | 24        | 1         | 1     | 0     | —          | —          | 25       | 1        |
| Zalaegerszegi TE        | 2019–20          | NB I             | 6         | 0         | 4     | 0     | —          | —          | 10       | 0        |
| Zalaegerszegi TE        | 2020–21          | NB I             | 27        | 1         | 4     | 0     | —          | —          | 31       | 1        |
| Zalaegerszegi TE        | 2021–22          | NB I             | 29        | 0         | 2     | 0     | —          | —          | 31       | 0        |
| Zalaegerszegi TE        | 2022–23          | NB I             | 29        | 3         | 6     | 0     | —          | —          | 35       | 3        |
| Zalaegerszegi TE        | 2023–24          | NB I             | 5         | 0         | —     | —     | 2          | 0          | 7        | 0        |
| Zalaegerszegi TE        | Összesen         | Összesen         | 120       | 5         | 17    | 0     | 2          | 0          | 139      | 5        |
| Nafta 1903 (kölcsönben) | 2019–20          | Druga Liga       | 1         | 0         | 2     | 0     | —          | —          | 3        | 0        |
| Nafta 1903 (kölcsönben) | Összesen         | Összesen         | 1         | 0         | 2     | 0     | —          | —          | 3        | 0        |
| Fehérvár                | 2023–24          | NB I             | 25        | 0         | 1     | 0     | —          | —          | 26       | 0        |
| Fehérvár                | Összesen         | Összesen         | 25        | 0         | 1     | 0     | —          | —          | 26       | 0        |
| Újpest                  | 2024–25          | NB I             | 28        | 0         | 3     | 0     | —          | —          | 31       | 0        |
| Újpest                  | 2025–26          | NB I             | 2         | 0         | 0     | 0     | —          | —          | 2        | 0        |
| Újpest                  | Összesen         | Összesen         | 30        | 0         | 3     | 0     | —          | —          | 33       | 0        |
| Karrier összesen        | Karrier összesen | Karrier összesen | 224       | 6         | 23    | 0     | 2          | 0          | 249      | 6        |

## Sikerei, díjai

### Klubcsapatokkal
Zalaegerszegi TE
- NB II bajnok: 2018–19
- Magyar kupagyőztes: 2022–23

### Egyéni
- Az NB I – Hónap játékosa: 2020 szeptember[9]